# Gran Premio d'Australia 2005
Il Gran Premio d'Australia 2005 è stata la prima prova della stagione 2005 del Campionato mondiale di Formula 1. Si è corso domenica 6 marzo 2005 al circuito dell'Albert Park di Melbourne. La gara è stata vinta da Giancarlo Fisichella, su Renault, davanti alla Ferrari di Rubens Barrichello e all'altra Renault di Fernando Alonso.

## Vigilia
In questo Gran Premio fa il suo debutto in Formula 1 la Red Bull Racing, erede della Jaguar, mentre tra i piloti esordienti figurano i due della Jordan, il portoghese Tiago Monteiro e l'indiano Narain Karthikeyan, e i due della Minardi, l'austriaco Patrick Friesacher e l'olandese Christijan Albers.
Per quanto riguarda i piloti che scendono in pista nelle sessioni di prove del venerdì con una terza vettura, questi sono Pedro de la Rosa con la McLaren, Vitantonio Liuzzi con la Red Bull, Ricardo Zonta con la Toyota e Robert Doornbos con la Jordan.
In questo weekend fa altresì il suo debutto come delegato medico di gara il dottor Gary Hartstein, che prende il posto del dimissionario dottor Sid Watkins.

## Prove

### Risultati
Nella prima sessione del venerdì si è avuta questa situazione:
| Pos | Nº | Pilota            | Costruttore      | Tempo    | Gap    | Giri |
| --- | -- | ----------------- | ---------------- | -------- | ------ | ---- |
| 1   | 37 | Vitantonio Liuzzi | RBR-Cosworth     | 1:25.967 |        | 19   |
| 2   | 35 | Pedro de la Rosa  | McLaren-Mercedes | 1:26.480 | +0.513 | 19   |
| 3   | 38 | Ricardo Zonta     | Toyota           | 1:27.265 | +1.298 | 20   |

Nella seconda sessione del venerdì si è avuta questa situazione:
| Pos | Nº | Pilota           | Costruttore      | Tempo    | Gap    | Giri |
| --- | -- | ---------------- | ---------------- | -------- | ------ | ---- |
| 1   | 35 | Pedro de la Rosa | McLaren-Mercedes | 1:25.376 |        | 28   |
| 2   | 9  | Kimi Räikkönen   | McLaren-Mercedes | 1:25.676 | +0.300 | 15   |
| 3   | 8  | Nick Heidfeld    | Williams-BMW     | 1:25.940 | +0.564 | 23   |

Nella prima sessione del sabato si è avuta questa situazione:
| Pos | Nº | Pilota             | Costruttore      | Tempo    | Gap    | Giri |
| --- | -- | ------------------ | ---------------- | -------- | ------ | ---- |
| 1   | 1  | Michael Schumacher | Ferrari          | 1:40.540 |        | 5    |
| 2   | 2  | Rubens Barrichello | Ferrari          | 1:41.933 | +1.393 | 4    |
| 3   | 9  | Kimi Räikkönen     | McLaren-Mercedes | 1:43.526 | +2.986 | 6    |

Nella seconda sessione del sabato si è avuta questa situazione:
| Pos | Nº | Pilota             | Costruttore      | Tempo    | Gap    | Giri |
| --- | -- | ------------------ | ---------------- | -------- | ------ | ---- |
| 1   | 9  | Kimi Räikkönen     | McLaren-Mercedes | 1:27.297 |        | 11   |
| 2   | 5  | Fernando Alonso    | Renault          | 1:27.409 | +0.112 | 14   |
| 3   | 10 | Juan Pablo Montoya | McLaren-Mercedes | 1:28.256 | +0.959 | 11   |

## Qualifiche

### Resoconto
La prima sessione di qualifica, il cui ordine di uscita dei piloti è basato sui risultati del Gran Premio del Brasile 2004, è caratterizzata dall'arrivo della pioggia, che ha condizionato le prestazioni degli ultimi entrati in pista. Proprio prima dell'arrivo del maltempo Giancarlo Fisichella riesce a collocarsi in testa alla graduatoria, senza poter essere superato dai piloti che lo seguono; dopo di lui Felipe Massa, in pista al momento dell'inizio della precipitazione, rinuncia al giro trovandosi su coperture d'asciutto, Takuma Satō ha un incidente, mentre gli altri piloti, tra cui Fernando Alonso, le due Ferrari e le due McLaren accusano un ritardo superiore ai 10 secondi.
Nella sessione della domenica, caratterizzata da condizioni meteo stabili, il giro più veloce è di Mark Webber, davanti per 10 millesimi a Giancarlo Fisichella, che nella somma dei tempi ottiene la pole position davanti a Jarno Trulli: per la prima volta sul circuito di Melbourne la prima fila vede due monoposto di due team diversi; ma le posizioni immediatamente successive rimangono sostanzialmente invariate, con Webber e Jacques Villeneuve in seconda fila seguiti dalle due Red Bull in terza. In questa sessione non effettuano il loro giro cronometrato Michael Schumacher e Takuma Satō, che sostituiscono anche il motore, Felipe Massa e Christijan Albers.

### Risultati
Nelle sessioni di qualifica si è avuta questa situazione:
| Pos | N° | Pilota               | Costruttore      | Q1          | Q2          | Totale      | Distacco | Griglia |
| --- | -- | -------------------- | ---------------- | ----------- | ----------- | ----------- | -------- | ------- |
| 1   | 6  | Giancarlo Fisichella | Renault          | 1:33.171    | 1:28.289    | 3:01.460    |          | 1       |
| 2   | 16 | Jarno Trulli         | Toyota           | 1:35.270    | 1:29.159    | 3:04.429    | +2.969   | 2       |
| 3   | 7  | Mark Webber          | Williams-BMW     | 1:36.717    | 1:28.279    | 3:04.996    | +3.536   | 3       |
| 4   | 11 | Jacques Villeneuve   | Sauber-Petronas  | 1:36.984    | 1:29.862    | 3:06.846    | +5.386   | 4       |
| 5   | 14 | David Coulthard      | RBR-Cosworth     | 1:38.320    | 1:28.892    | 3:07.212    | +5.752   | 5       |
| 6   | 15 | Christian Klien      | RBR-Cosworth     | 1:37.486    | 1:29.991    | 3:07.477    | +6.017   | 6       |
| 7   | 8  | Nick Heidfeld        | Williams-BMW     | 1:39.717    | 1:29.413    | 3:09.130    | +7.670   | 7       |
| 8   | 3  | Jenson Button        | BAR-Honda        | 1:41.512    | 1:30.616    | 3:12.128    | +10.668  | 8       |
| 9   | 10 | Juan Pablo Montoya   | McLaren-Mercedes | 1:45.325    | 1:29.320    | 3:14.645    | +13.185  | 9       |
| 10  | 9  | Kimi Räikkönen       | McLaren-Mercedes | 1:44.997    | 1:30.561    | 3:15.558    | +14.098  | 10      |
| 11  | 2  | Rubens Barrichello   | Ferrari          | 1:45.481    | 1:31.341    | 3:16.822    | +15.362  | 11      |
| 12  | 19 | Narain Karthikeyan   | Jordan-Toyota    | 1:44.357    | 1:32.735    | 3:17.092    | +15.632  | 12      |
| 13  | 5  | Fernando Alonso      | Renault          | 1:47.708    | 1:29.758    | 3:17.466    | +16.006  | 13      |
| 14  | 18 | Tiago Monteiro       | Jordan-Toyota    | 1:46.846    | 1:33.483    | 3:20.329    | +18.869  | 14      |
| 15  | 17 | Ralf Schumacher      | Toyota           | 1:51.495    | 1:31.222    | 3:22.717    | +21.257  | 15      |
| 16  | 20 | Patrick Friesacher   | Minardi-Cosworth | 1:50.864    | 1:37.499    | 3:28.363    | +26.903  | 16      |
| 17  | 21 | Christijan Albers    | Minardi-Cosworth | 1:49.230    | senza tempo | senza tempo | –        | 17      |
| 18  | 1  | Michael Schumacher   | Ferrari          | 1:57.931    | senza tempo | senza tempo | –        | 19      |
| 19  | 4  | Takuma Satō          | BAR-Honda        | senza tempo | senza tempo | senza tempo | –        | 20      |
| 20  | 12 | Felipe Massa         | Sauber-Petronas  | senza tempo | senza tempo | senza tempo | –        | 18      |

Con i tempi in grassetto sono visualizzate le migliori prestazioni in Q1 e Q2.

## Gara

### Resoconto
Alla partenza le bandiere gialle interrompono la procedura di partenza perché Kimi Räikkönen ha spento involontariamente il motore; mentre il finlandese è costretto a partire dai box, viene effettuato un nuovo giro di formazione che accorcia la gara di una lunghezza. Al secondo via Giancarlo Fisichella e Jarno Trulli mantengono le rispettive posizioni mentre alle loro spalle l'australiano Mark Webber viene superato da David Coulthard, autore di un ottimo spunto che gli ha permesso di guadagnare tre posizioni. Nel corso del sedicesimo passaggio il debuttante Christijan Albers è costretto al ritiro a causa di un problema occorso sulla sua vettura. Fisichella continua a guidare la gara fino al primo pit stop, quando in testa si porta Rubens Barrichello seguito a pochi secondi dalla Renault di Fernando Alonso.
I due si fermano allo stesso giro permettendo così a Fisichella di balzare nuovamente al comando: il pilota spagnolo rientra dietro a Trulli, già sceso al sesto posto, ma riesce a superarlo dopo qualche giro, potendo così fare il suo ritmo e recuperare su chi lo precede. Al termine del quarantaduesimo giro Michael Schumacher si ferma per il rifornimento, rientrando davanti al connazionale Nick Heidfeld. Alla curva Whiteford il pilota della Williams affianca il pilota della Ferrari nel tentativo di superarlo, ma Schumacher lo chiude costringendolo ad andare sull'erba; Heidfeld non riesce a controllare la sua vettura e giunge a contatto con la Ferrari, costringendo entrambi al ritiro. È l'ultima emozione della gara che vede la vittoria di Fisichella, il quale precede Barrichello e il compagno di squadra Alonso. Deludente la gara per Jarno Trulli il quale, dopo una qualifica perfetta, termina a quasi a mezzo minuto dai punti complice un passo gara deficitario. Per la Renault è il primo giro veloce da motorista dal Gran Premio del Canada 2003. Con questo risultato Fisichella diventò il primo pilota italiano a vincere il primo round della stagione e andando in testa al mondiale cosa che non accadeva dal gran premio dell'Argentina del 1953 con la Ferrari di Alberto Ascari.

### Risultati
I risultati del Gran Premio sono i seguenti:
| Pos | N° | Pilota               | Costruttore      | Giri | Tempo/Ritiro                | Griglia | Punti |
| --- | -- | -------------------- | ---------------- | ---- | --------------------------- | ------- | ----- |
| 1   | 6  | Giancarlo Fisichella | Renault          | 57   | 1:24:17.336                 | 1       | 10    |
| 2   | 2  | Rubens Barrichello   | Ferrari          | 57   | +5.553                      | 11      | 8     |
| 3   | 5  | Fernando Alonso      | Renault          | 57   | +6.712                      | 13      | 6     |
| 4   | 14 | David Coulthard      | RBR-Cosworth     | 57   | +16.131                     | 5       | 5     |
| 5   | 7  | Mark Webber          | Williams-BMW     | 57   | +16.908                     | 3       | 4     |
| 6   | 10 | Juan Pablo Montoya   | McLaren-Mercedes | 57   | +35.033                     | 9       | 3     |
| 7   | 15 | Christian Klien      | RBR-Cosworth     | 57   | +38.997                     | 6       | 2     |
| 8   | 9  | Kimi Räikkönen       | McLaren-Mercedes | 57   | +39.633                     | 10      | 1     |
| 9   | 16 | Jarno Trulli         | Toyota           | 57   | +1:03.108                   | 2       |       |
| 10  | 12 | Felipe Massa         | Sauber-Petronas  | 57   | +1:04.393                   | 18      |       |
| 11  | 3  | Jenson Button        | BAR-Honda        | 56   | Ritiro volontario           | 8       |       |
| 12  | 17 | Ralf Schumacher      | Toyota           | 56   | +1 giro                     | 15      |       |
| 13  | 11 | Jacques Villeneuve   | Sauber-Petronas  | 56   | +1 giro                     | 4       |       |
| 14  | 4  | Takuma Satō          | BAR-Honda        | 55   | Ritiro volontario           | 20      |       |
| 15  | 19 | Narain Karthikeyan   | Jordan-Toyota    | 55   | +2 giri                     | 12      |       |
| 16  | 18 | Tiago Monteiro       | Jordan-Toyota    | 55   | +2 giri                     | 14      |       |
| 17  | 20 | Patrick Friesacher   | Minardi-Cosworth | 53   | +4 giri                     | 16      |       |
| Rit | 1  | Michael Schumacher   | Ferrari          | 42   | Collisione con N.Heidfeld   | 19      |       |
| Rit | 8  | Nick Heidfeld        | Williams-BMW     | 42   | Collisione con M.Schumacher | 7       |       |
| Rit | 21 | Christijan Albers    | Minardi-Cosworth | 16   | Trasmissione                | 17      |       |

## Classifiche mondiali

### Piloti
| Pos. | Pilota               | Punti |
| ---- | -------------------- | ----- |
| 1    | Giancarlo Fisichella | 10    |
| 2    | Rubens Barrichello   | 8     |
| 3    | Fernando Alonso      | 6     |
| 4    | David Coulthard      | 5     |
| 5    | Mark Webber          | 4     |
| 6    | Juan Pablo Montoya   | 3     |
| 7    | Christian Klien      | 2     |
| 8    | Kimi Räikkönen       | 1     |

### Costruttori
| Pos | Team             | Punti |
| --- | ---------------- | ----- |
| 1   | Renault          | 16    |
| 2   | Ferrari          | 8     |
| 3   | RBR-Cosworth     | 7     |
| 4   | Williams-BMW     | 4     |
| 5   | McLaren-Mercedes | 4     |